# Josep Bofill
Josep Bofill Moliné (Barcelona, 1942) es un escultor y pintor catalán, hijo del también escultor y pintor barcelonés Josep Bofill Herrero y nieto de Antoni Moliné Sibil, pesebristas de renombre internacional y creadores de la Escuela Catalana de Belenismo.

## Trayectoria
Josep Bofill nació el 29 de agosto de 1942 en Barcelona.
En 1960 ingresa en la Escuela de Artes y Oficios de Barcelona, la Lonja.
Al terminar los estudios realiza diferentes trabajos como diseñador obteniendo notables reconocimientos nacionales e internacionales y en 1983 presenta por primera vez su obra escultórica en la galería Tom Maddock de Barcelona.
En 1994 comienza a exponer también su obra pictórica.
Ha expuesto en museos como Museo de la Corte de Oro de Francia entre otros y realizado monumentos como Una Puerta a la Salud en el Hospital Universitario Valle de Hebrón de Barcelona además de realizar encargos como el Premio Miquel Martí i Pol de poesía musicada organizada por el Celler Vall-Llach.
A lo largo de su trayectoria obtiene diferentes galardones como el premio internacional de arte contemporáneo de Montecarlo y el de Josep Llimona de escultura otorgado por el Círculo Artístico de San Lucas, así como el premio de la revista Arte y Joya.
Ha colaborado en films como In the secret of emotion dirigido por Jean Pierre Gibrat y producido por Tramos Europe film y Atlas de geografía humana de Azucena Rodríguez.
Ha realizado también para la compañía de danza de Guillermina Coll, la escenografía para el espectáculo Sonidos + Imágenes = Volúmenes.
Recientemente en 2020 ha realizado dos instalaciones en el bosque de Vallromanes. Batas blancas en homenaje a los sanitarios y la segunda representando la Covid-19.

## Obra

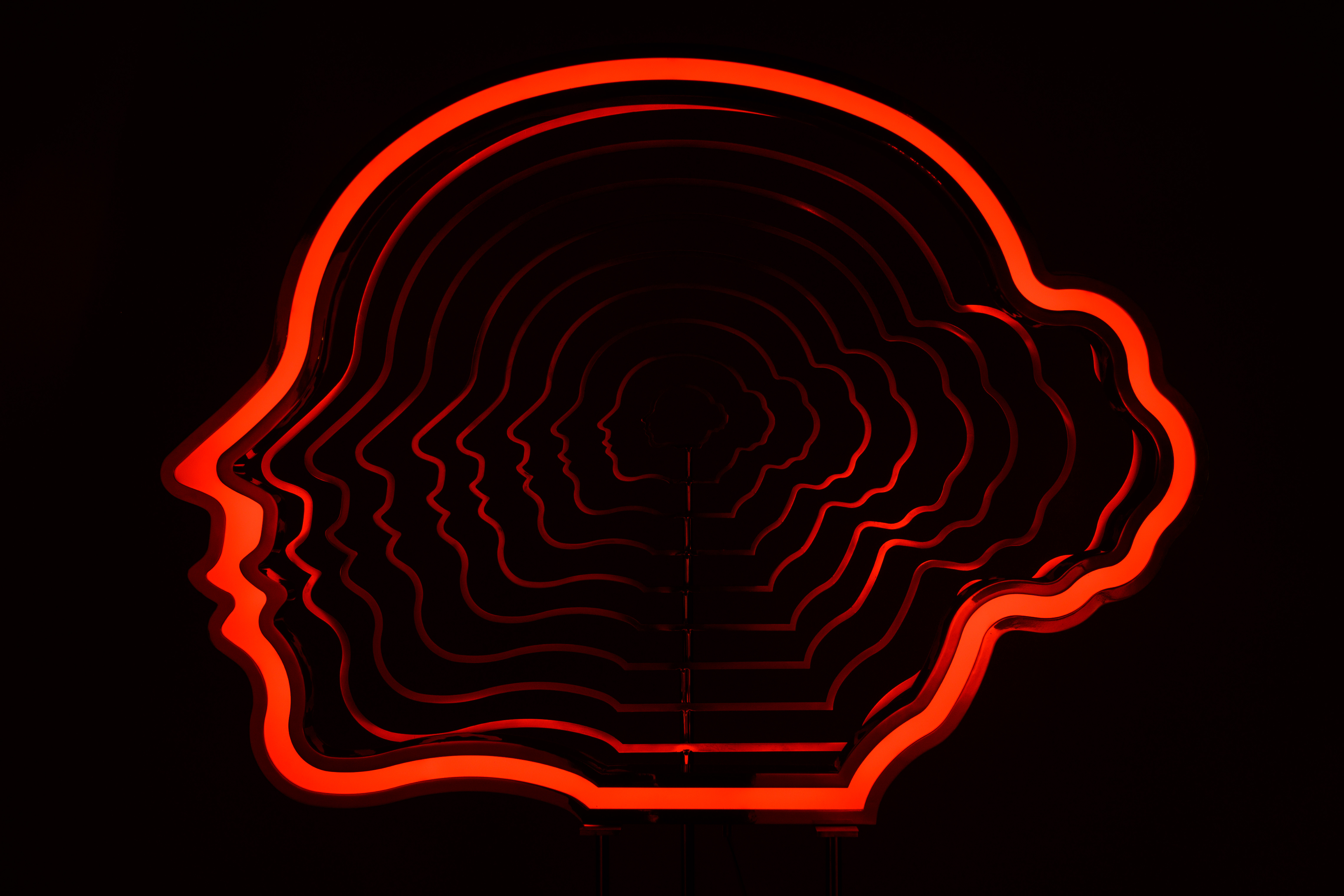
Perfil Progresivo (Barcelona)

La obra de Bofill es escenográfica y se caracteriza por su constante investigación con las nuevas formas y tecnologías, creando un lenguaje muy personal, donde la belleza estética con un profundo contenido filosófico sobre la condición humana adquieren una vital importancia.
Los personajes representados en sus obras han sufrido cambios importantes en el transcurso del tiempo desapareciendo toda identidad cultural que se podía apreciar en las primeras obras. El ser humano cada vez más robotizado se va desintegrando dejando sólo una pequeña referencia mediante unos perfiles carentes de toda masa corpórea.

## Etapas

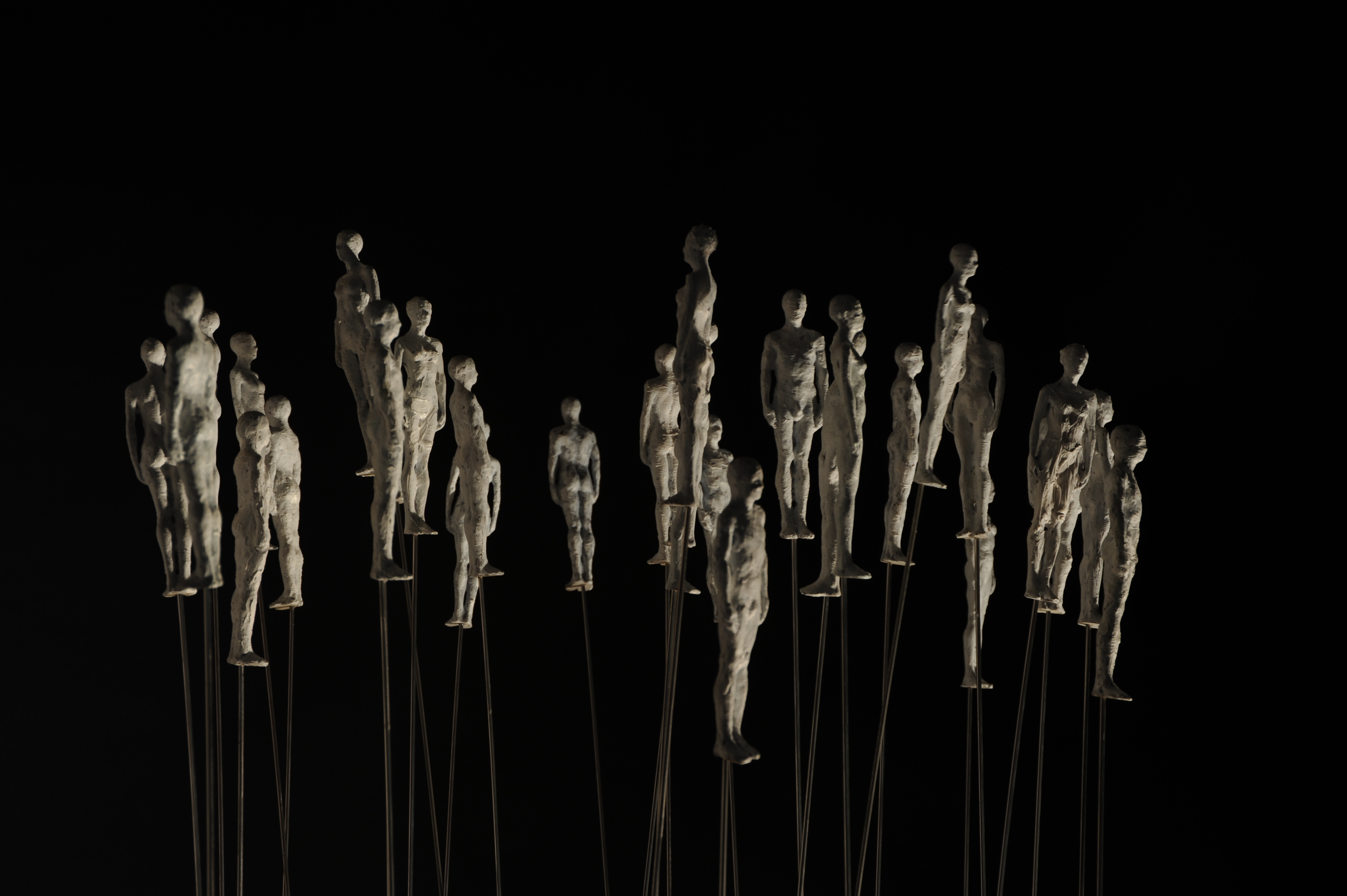
Inestabilidad (Barcelona)

1981-1983: Predomina el carácter evocativo de las piezas reseñadas junto con el concepto de espacio, el del tiempo, ligado a circunstancias y personas vinculadas a la intimidad del mismo artista.
1982-1985: Bofill se plantea agitar la figura humana como estudio de los ritmos y de la dinámica de actitudes y gestos propios de la danza, y procura la significación representativa y la trascendencia simbólica que le son habituales.
1985-1988: La noción del tiempo pasa a ocupar un lugar preeminente y frontal ya que su protagonismo es abordado abiertamente. Se trata de una noción existencialista que Bofill enlaza con raíces propias anteriores mes románticos y costumbristas.
1987-1989, Estilizaciones: En esta etapa se integran una serie de figuras que se subdividen en dos grupos: los "Alados" y los "hombres-maletín", que representan la aparición de una plástica de carácter intensamente lúdico. Este carácter no figura solamente en la especial significación entre la caricatura moral y la metáfora festiva, sino en la propia adaptación matérica y formal de su índole significativa, mediante una factura irónica.
1989-1990: Se ve reflejada en las obras de esta época la culminación de un estado en relación con el drama existencial vivido por el hombre de aquellos tiempos. Existe la sátira o la crítica social más o menos humorística y por otro lado el miedo escénico derivada de la impotencia del hombre ante los enigmas que su destino plantea. Se encuentran también obras que responden a la sensibilidad que tiene Bofill por los problemas ecológicos.
1990-2008, Composiciones Mixtas y Concentraciones: El escultor busca la confluencia de dos estilos que dan sentido a la obra. Esta etapa persigue la cohesión del cuerpo humano con la forma abstracta. Por otro lado presenta grupos y multitudes perdidas en espacios inciertos, donde los personajes se encuentran situados de forma aleatoria, reflejando así la soledad y la individualidad de las concentraciones sociales contemporáneas.
2008-2017, Atmósferas : El ser humano pasa a encontrarse dentro de un espacio. Las esculturas que le rodean juegan con la luz remarcando un sentido enigmático. Toman importancia los materiales translúcidos empleados junto con la luz y sus efectos sobre y con el individuo.
2017-2018, Entrelazados : Etapa que representa un cambio en el concepto de la figuración dejando de ser una masa sólida y utilizando el alambre para dar forma y volumen a un espacio, creando imágenes etéreas y sutiles.
2018-2020, Líneas y Perfiles: El alejamiento de la masa corpórea llega a ser tal que la figura humana es representada en líneas, en forma de perfiles o insinuaciones, que dan la posibilidad de construir estructuras figurativas indefinidas. La ocultación de la definición da la posibilidad a la búsqueda imaginativa. La carencia de masa corpórea mujer los medios para interrelacionarse entre ellas, sin provocar interrupciones visuales y facilitando nuevas transformaciones.

## Trabajos Destacados
- San Jorge para el Palacio de la Generalidad de Cataluña, España
- Premio de Comunicación CIDEM, Diputación de Barcelona, Generalidad de Cataluña, España
- Trofeo Certamen Terra i Cultura, Premio Miquel Martí i Pol de poesía musicada organitzada per el Celler Vall-Llach Barcelona, España
- Obra para el Aeropuerto Internacional de Hong Kong, China

## Distinciones
A lo largo de su trayectoria ha obtenido diversos galardones como el Premio Internacional de Arte Contemporáneo de Montecarlo, el Premio Josep Llimona de escultura otorgado por el Círculo Artístico de San Lucas y el premio de la revista 'Arte y Joya'.

## Exposiciones

### Destacadas
- Galería Pari & Dispari, Italia
- La Mouche-Lieu d’art Contemporain en Béziers, Francia
- AB Galeria d’Art, Granollers, Barcelona, España
- Maneu Galería de Arte, Palma de Mallorca, Islas Baleares, España
- Galería Mário Sequeira y Galería Dos Coimbras, en Braga, Portugal
- Galería Schemm, Münster, Alemania
- Galería Project 2.0, Holanda
- Galería Reflex Modern art, Ámsterdam, Holanda
- Absolute art Gallery, Knokke, Bélgica
- Atelier II, Moscú, Rusia
- Galería COFA-Claire Oliver Fine Art en New York, Estados Unidos
- Galería Alonso Arte en Bogotá, Colombia
- Kwai Fung Hin Art Gallery en Hong Kong,[1] China

### En Museos e Instituciones
- Colectiva al Centre d'Art Santa Mónica, Barcelona, España
- Volumètrica Pla, Centro Cultural Casa Elizalde, Barcelona, España
- Círculo del Liceo, Barcelona, España
- Palacio Moja, Barcelona, España
- Fundación Caja Madrid, Barcelona, España
- Fundación Caja Madrid, Madrid, España
- Bienal de Esculturas Caja Madrid, Madrid, España
- Ciudad de las Artes, Valencia, España
- Museo de Cadaqués, Cadaqués, Gerona, España
- Instituto de Estudios Ilerdenses, Lérida, España
- Palacio de Las Cortes de Aragón, España
- La Realidad y el Deseo, colectiva homenaje a Luis Cernuda en el Aula de Cultura de Caixa Galicia, Santiago de Compostela, España
- Homenaje a Luis Buñuel L’age d’Or, Museo de Calanda, Teruel, España
- Museo Provincial de La Rioja, Logroño, España
- Exposiçâo Desenho, Centro de Arte Contemporânea Casa da Cerca, Almada, Portugal
- Museo de la Corte de Oro, Metz, Francia
- GEM, Museo de Arte Contemporáneo de La Haya exposición permanente, Holanda
- Centro Münster en Luxemburgo
- Fundación Chacao de Caracas, Venezuela
- Museo La Tertulia, Cali, Colombia
- KEE Private Membres club de Hong Kong, República Popular China

## Monumentos e Instalaciones
- Una Puerta a la Salud. Hospital Universitario Valle de Hebrón, Barcelona, España
- El Alba y el Atardecer. Plaza Cap de la Vila, Vallromanes, Barcelona,  España
- Monumenta a Mercè Rodoreda en el Cementirio de Romanyà de la Selva, Gerona,  España
- Monumento Reflexión. Liñola, Lérida,  España
- Monumento en Plaza de San Braulio, Zaragoza,  España
- Monumento Funerario en Orihuela, Alicante,  España
- Day & night en Thalwil, Suiza

- Instal·lación en el edificio de la Galería Canals de San Cugat del Vallés
- Instal·lación permanente en el Museo Ciudad de Almada, Lisboa, Portugal
- Instal·lación Homenaje a los Sanitarios en el bosque de Vallromanes, Barcelona
- Instal·lación Covid-19 en el bosque de Vallromanes, Barcelona

## Escenografías
- Escenografía de Ballet Sonidos + Imágenes = Volúmenes para la compañía de danza de Guillermina Coll

## Películas
- Atlas de geografía humana de Azucena Rodríguez, producida por Tornasol Films, S.A., 2006.
- In the secret of emotion de Jean-Pierre Gibrat, producida por Trans Europe Film, 2003.